# Robert Christophe
Robert Christophe (Marsiglia, 22 febbraio 1938 – Morières-lès-Avignon, 18 aprile 2016) è stato un nuotatore francese.

## Carriera
Specializzato nel dorso e nello stile libero, fu campione europeo nei 100 m dorso a Budapest 1958 e trionfò nella 4 × 100 m sl a Lipsia 1962.

## Palmarès
- Europei

Budapest 1958: oro nei 100 m dorso.
Lipsia 1962: oro nella 4 × 100 m sl e argento nella 4 × 200 m sl.